# Magda Cazanga
Magda Alfredo Cazanga (født 28. maj 1991 i Luanda, Angola) er en kvindelig angolansk håndboldspiller som spiller for spanske CB Salud og Angolas kvindehåndboldlandshold.
Hun deltog under Sommer-OL 2012 i London og igen ved Sommer-OL 2016 i Rio de Janeiro, hvor Angola blev nummer 8 i turneringen.